# Činkův kopec
Činkův kopec (507 m n. m.), též Čiklův kopec, je vrch v okrese Liberec Libereckého kraje, ležící asi 1 km severovýchodně od obce Janův Důl, na příslušném katastrálním území.

## Geomorfologické zařazení
Návrší náleží do celku Ralská pahorkatina, podcelku Zákupská pahorkatina, okrsku Kotelská vrchovina, podokrsku Zábrdská vrchovina a Rozstánské části.

## Přístup
Automobil lze nejblíže zanechat v Janově Dole, Doleních Pasekách a u silnice je spojující. Kolem opačné strany vrchu vede lesní cesta. Na vrchol nevede žádná oficiální cesta.